# Eid-fest
Eid-fest fejres af muslimer to gange om året .
Den mest kendte er Eid ul-Fitr (Arabisk: عيد الفطر), der markerer afslutningen på fastemåneden Ramadan. Til Eid-fest samles familie og venner, hvor der foræres gaver eller penge til de små børn.
Den anden Eid-fest er Eid ul-Adha, der markerer afslutningen på pilgrimsrejserne til Mekka. Eid ul-Ahda fejres 70 dage efter Ramadan.